# Synyster Gates

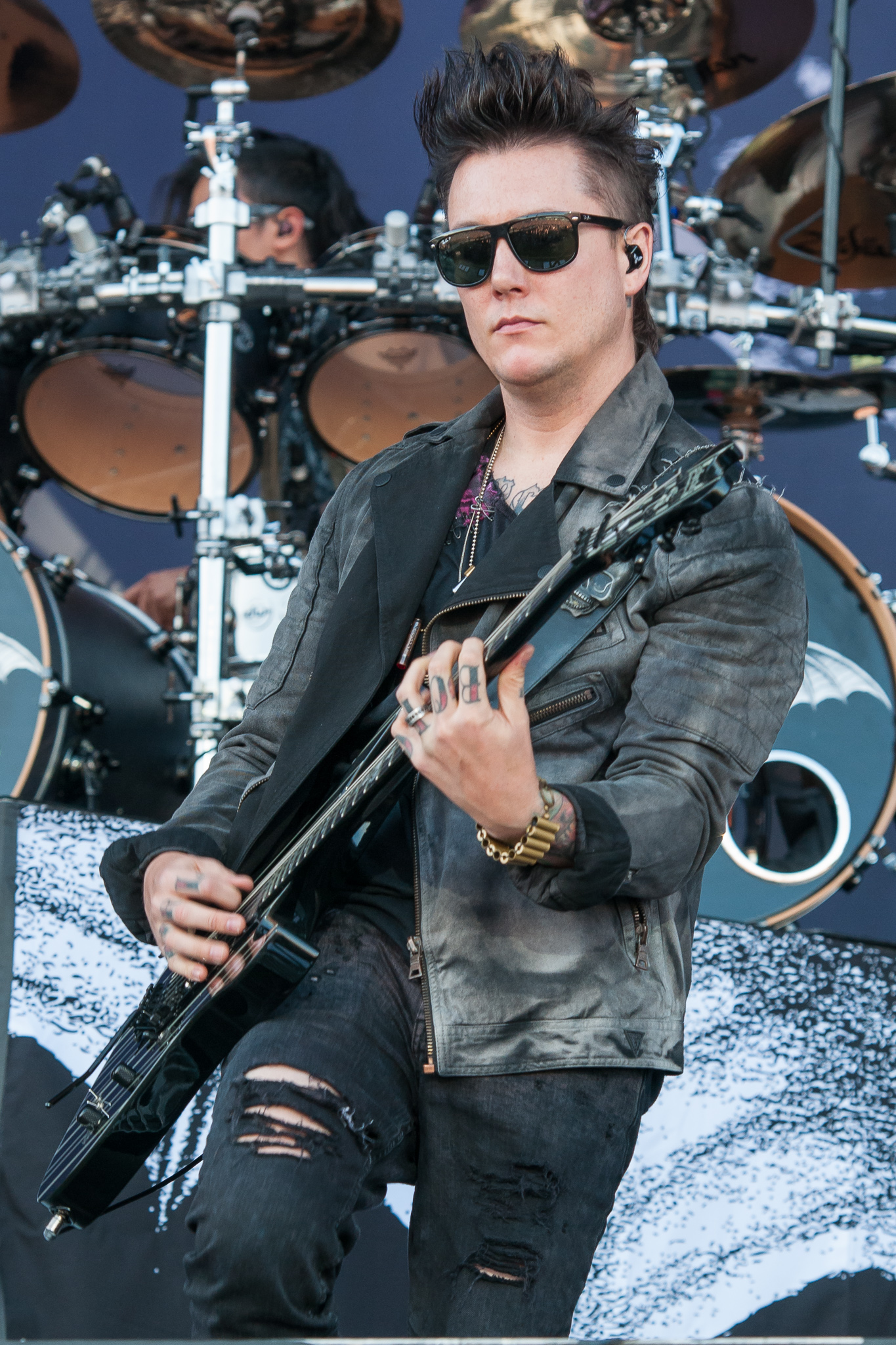

Brian Elwin Haner, Jr. (* 7. července 1981, Kalifornie), znám spíše pod pseudonymem Synyster Gates nebo jednoduše Syn, je americký hudebník. V současné době je hlavním kytaristou heavymetalové/hardrockové skupiny Avenged Sevenfold.

## Život
Haner začal hrát na kytaru již v 11 letech. Určitý čas navštěvoval Musicians Institute v Hollywoodu, kde studoval hru na jazzovou kytaru. Až do té doby byl zejména samouk - sledoval hudební videoklipy a četl knihy, což je překvapující, protože jeho otec byl/je skladatel a kytarista, hrál s Frankem Zappou během jeho kariéry. Po šesti měsících studia mu zavolali Jimmy (a zbývající členové Avenged Sevenfold) a zeptali se, jestli by nechtěl být jejich hlavním kytaristou. Haner se k nim připojil, aniž by dále pokračoval ve studiu, a stal se tak studio musician (studiovým muzikantem).

## Avenged Sevenfold
Připojil se k Avenged Sevenfold (A7X) když mu bylo 18 na konci 1999, před nahráváním první desky, Sounding the Seventh Trumpet. Byl uveden na jejich EP, "Warmness on the Soul," a na dotisku prvního alba. Také hraje na piáno třeba v písničce "The Beast and the Harlot" a "Sidewinder," ačkoli přítel kapely, basista Justin Meacham, hrál na klavír na jíž zmíněné desce Warmness on the Soul.
V Avenged Sevenfold DVD All Excess," zdůrazňuje jak přišel ke svému pseudonymu, Gates uvedl že jeho jméno vzniklo jak jeli opilý s The Rev (bubeník kapely) přes park. Jeho přesné slova byla, 'Jsem Synyster Gates a jsem úžasný!' ("I'm Synyster Gates and I'm awesome!")
Gates cituje Django Reinhardt, Dimebag Darrell, Slash, John Petrucci, Adam Aparicio a Francis Canavan jsou jeho oblíbení kytaristi a měli na něho velký vliv.

## Ocenění
Vyhrál několik cen, včetně 'Mladý drtič' ("Young Shredder") cenu roku v Metal Hammeru cenu v roce 2006 a Kytarista Roku cena pro Total Guitar Magazine v roce 2006. V červnu 2008 Guitar World magazín mu položil otázku, Si jeden z mnoha kytaristů. Ale ke komu vzhlížíš? odpověděl. Rozdoně Slash! od Ozzyho kytaristi, Alexi Laiho z Children of Bodom! Jimi Hendrix jistě, Dimebag Darrell z Pantery, Jimmy Page z Led Zeppelin, a spousta dalších!"

## Vedlejší projekty
Gates byl také památkou z 'Globin Metal' vedlejší projekt skupiny Pinkly Smooth s The Rev a Justin Sane. Pinkly Smooth se ale rozpustili protože se Synyster a The Rev chtěli plnohodnotně věnovat Avenged Sevenfold, ačkoli když se jich zeptali nedávno, odpověděli že chystají nový projekt s dvěma staršími členy skupiny Pinkly Smooth.
Gates má mladšího bratra Brenta a mladší sestru McKenna. Jeho manželka je Michelle DiBenedetto, kterou si vzal 7. května 2010 v Mexiku. Jeho otec je Brian Elwin Hanner, Sr. je to muzikant a komediant známý jako Guitar Guy a je aktuálně na turné s Jeffem Dunhamem.